# Aleksandr Samsonov
Aleksandr Vasiljevitsj Samsonov (Russisch: Александр Васильевич Самсонов) (Andrejevka (Gouvernement Cherson), 2 november 1859 – vlak bij Willenberg, 30 augustus 1914) was een Russisch generaal tijdens de Eerste Wereldoorlog.

## Eerste Wereldoorlog
Aan het begin van de Eerste Wereldoorlog kreeg Samsonov het bevel over het Russische tweede leger bedoeld voor de invasie van Oost-Pruisen. Hij trok langzaam op naar de zuidwest hoek van Oost-Pruisen met de bedoeling om zich later aan te sluiten bij generaal Rennenkampfs leger, dat was begonnen met optrekken van uit het noordoosten. Maar de gebrekkige communicatie tussen de twee hinderde de coördinatie.
Generaal (later veldmaarschalk) Paul von Hindenburg en generaal Erich Ludendorff, die gearriveerd was aan het oostfront om generaal Maximilian von Prittwitz te vervangen, vielen Samsonovs optrekkende troepen aan. Het gevecht begon op 22 augustus en zes dagen lang hadden de Russen, die ook een numerieke meerderheid hadden, enig succes. Maar op 29 augustus hadden de Duitsers, die de Russische draadloze communicatie onderschepten, Samsonovs tweede leger omsingeld bij Tannenberg.
Generaal Samsonov probeerde te vluchten, maar zijn leger was nu ingesloten door de Duitsers. Het Duitse achtste leger doodde of nam de meeste van zijn troepen gevangen (zie Slag bij Tannenberg (1914)). Slechts 10.000 van de 150.000 Russische soldaten wisten te ontsnappen. Geschokt door het resultaat van de slag en het niet kunnen rapporteren van de omvang van het verlies aan tsaar Nicolaas II van Rusland, ging Samsonov alleen een bos in en pleegde zelfmoord met een schot door het hoofd vlak bij Willenberg op 30 augustus, 1914.
In 1916 werd zijn stoffelijk overschot, na bemiddeling door het internationale Rode Kruis, door de Duitsers naar zijn echtgenote overgebracht.